# Satyros (architect)

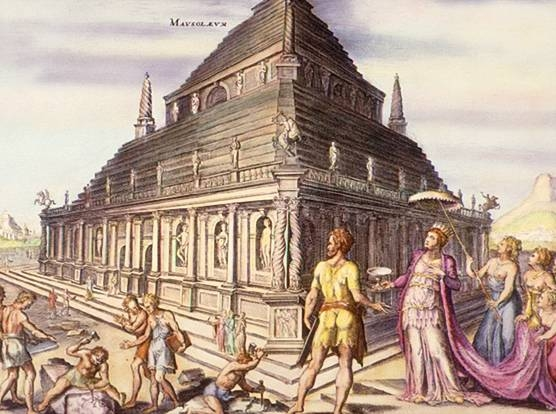
Mausoleum van Halicarnassus

Satyros was een architect uit ongeveer de 4e eeuw v.Chr. die samenwerkte met Pytheos. Hij heeft onder andere het mausoleum van Halicarnassus in Anatolië ontworpen. Dit is een van de mooiste gebouwen uit de Oudheid en is versierd met beeldhouwwerk van uitzonderlijk hoge kwaliteit. Van dit beeldhouwwerk is nog veel bewaard gebleven in het British Museum in Londen.